# Titus Attius Tutor

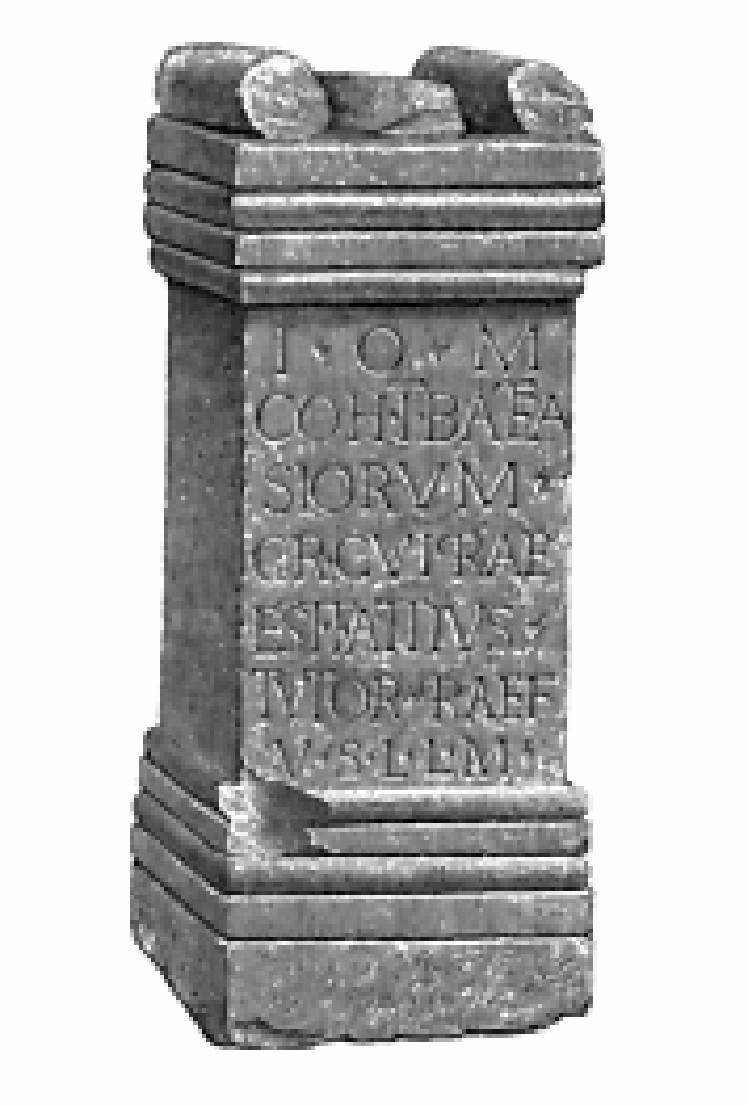
Einer der vier Altäre, die Titus Attius Tutor beim Kastell Alauna errichten ließ

Titus Attius Tutor (vollständige Namensform Titus Attius Gai filius Tutor) war ein im 2. Jahrhundert n. Chr. lebender Angehöriger des römischen Ritterstandes (Eques). Durch eine Inschrift aus Flavia Solva sind die Stationen seiner militärischen Laufbahn bekannt, die er in der zweiten Hälfte des 2. Jhd. absolvierte. Seine Laufbahn ist in der Inschrift als cursus inversus, d. h. in absteigender Reihenfolge wiedergegeben.

## Laufbahn
Die militärische Laufbahn von Tutor ging über die für einen Angehörigen des Ritterstandes üblichen Tres militiae hinaus. Zunächst übernahm er als Präfekt die Leitung der Cohors I Baetasiorum civium Romanorum, die in der Provinz Britannia stationiert war. Beim Kastell Alauna wurden vier Altäre mit Weihinschriften gefunden, die Tutor während seiner Zeit als Kommandeur der Kohorte errichten ließ.
Im Anschluss diente er als Tribunus militum in der Legio II Adiutrix pia fidelis, die ihr Hauptlager in Aquincum in der Provinz Pannonia inferior hatte. Sein drittes Kommando übte er als Präfekt der Ala I Tungrorum Frontoniana aus, die in der Provinz Dacia Porolissensis stationiert war; er ist in dieser Funktion auch durch zwei Militärdiplome belegt. Nach den Tres militiae folgte noch ein vierter militärischer Posten (Militia quarta) als Präfekt der Ala I Batavorum miliaria, die in Dacia superior stationiert war.
Die Inschrift mit seiner militärischen Laufbahn wurde in seiner Heimatstadt Flavia Solva in der Provinz Noricum gefunden. Sie wurde von Sedatius Quietus, einem Stadtrat (decurio) errichtet. Vor seiner militärischen Laufbahn hatte Tutor vermutlich ebenfalls das Amt eines Stadtrats ausgeübt.

## Datierung
Bei der Epigraphik-Datenbank Clauss-Slaby werden die Inschrift aus Flavia Solva auf 171/200 und die beiden Militärdiplome auf 154/156 bzw. 155 datiert. Laut Dan Dana, Corneliu Gaiu wurde der Beginn der Karriere von Tutor früher in die gemeinsame Regierungszeit von Mark Aurel und Commodus (176 und 180) datiert; durch die beiden Militärdiplome kann sein Kommando über die Ala I Tungrorum Frontoniana ungefähr in das Jahr 155 datiert werden.